# Mașina timpului (film din 1960)
Mașina timpului este un film științifico-fantastic din 1960 regizat de George Pal. În rolul principal se afla Rod Taylor (Păsările), alături de care mai jucau Yvette Mimieux (Weena), Alan Young (David Filby, prietenul său apropiat - și, în 1917 și 1966, fiul său James Filby), Sebastian Cabot (Dr. Hillyer), Whit Bissell (Walter Kemp) și Doris Lloyd (D-na Watchett, menajera). Călătorul temporal este numit George. Pe gravura de pe mașina construită de el scrie 'Fabricată de H. George Wells', lucru vizibil și ușor de citit oridecâteori panoul care indică data apare în film. Locația nu este detaliată mai exact decât sudul Angliei, dar se află lângă o cotitură bruscă a râului Tamisa, așa încât pare a fi tot Richmond, Surrey.
Filmul este mai aventuros decât cartea. Povestea începe cu revenirea călătorul din voiajul său, neîngrijit și în dezordine. El le povestește prietenilor săi evenimentele la care a fost martor: ororile războiului în Londra din iunie 1940 și o bombă atomică din Războiul Rece în august 1966. Călătorind în anul 802.701 e.n., el descoperă că lumea locuiește într-o mare grădină. Îi întâlnește pe eloii pacifiști și analfabeți, care vorbesc o engleză stricată și nu sunt interesați de tehnologiile trecutului. Vechii lor frați, morlocii, deși au cunoștințe tehnologice, au devenit lucrători subpământeni canibali. El trage concluzia că diviziunea omenirii a dus la mutații produse de războiul atomic - sirene anti-aeriene periodice îi fac pe Weena și mulți Eloi să se refugieze instinctiv în adăposturile subterane conduse de morloci. Călătorul temporal îi salvează, alegând un lider dintre ei. După ce evadează și aruncă lemne uscate în găurile de la suprafață pentru a alimenta focurile subpământene, ei se retrag către râu, deoarece exploziile cauzează surpări de teren. După ce își recuperează mașina, călătorul rămâne captiv împreună cu câțiva morloci, cu care e nevoit să se lupte pentru a scăpa. Bătut, reușește să revină la cina programată vinerea următoare, pe 5 ianuarie 1900.

## Distribuția
- Rod Taylor este George (H. George Wells, scriitorul)
- Alan Young este David Filby/James Filby
- Yvette Mimieux este Weena
- Sebastian Cabot este Dr. Philip Hillyer
- Tom Helmore este Anthony Bridewell
- Whit Bissell este Walter Kemp
- Doris Lloyd este Mrs. Watchett
- Paul Frees* este Vocea Inelelor

* Necreditat.